# Michael Rispoli
Michael Rispoli (* 27. November 1960 in Tappan, New York) ist ein US-amerikanischer Schauspieler.

## Leben
Michael Rispoli ist eines von acht Kindern einer italienischstämmigen New Yorker Familie. Er besuchte die State University of New York at Plattsburgh und belegte dort als Hauptfach Theater. Das Studium schloss er 1982 ab.
Nach kleineren Nebenrollen übernahm er ab Mitte der 1990er Jahre auch größere Sprechrollen in Filmen wie Während Du schliefst, To Die For und Nicht schuldig. Einem größeren Publikum wurde er durch seine Rolle als Jackie Aprile in der Mafiaserie Die Sopranos bekannt.
Neben seinen Rollen in Kinofilmen und Fernsehserien spielt Rispoli auch Theater. Sein Debüt gab er 1984 im von der Steppenwolf Theatre Company co-produzierten Lanford-Wilson-Stück Balm in Gilead unter der Regie von John Malkovich. Später übernahm Rollen in Macbeth, Love Diatribe, Ein Sommernachtstraum, Little Blood Brothers und Judgement Day. Rispoli ist einer der Gründer der Willow Cabin Theater Company.

## Filmografie (Auswahl)
- 1992: Night and the City
- 1993: Ein ganz normales Wunder (Household Saints)
- 1994: Angie
- 1994: Above the Rim
- 1995: Burnzy’s Last Call
- 1995: Während Du schliefst (While You Were Sleeping)
- 1995: To Die For
- 1995: The Great Defender (Fernsehserie, 8 Folgen)
- 1996: Nicht schuldig (The Juror)
- 1996: Ein tierisches Trio (Homeward Bound II: Lost in San Francisco)
- 1996: Minnesota (Feeling Minnesota)
- 1997: Finger weg, Liebling! (His and Hers)
- 1997: Cusp
- 1997: Volcano
- 1998: Scar – Ohne Gesetz (Scar City)
- 1998: Spiel auf Zeit (Snake Eyes)
- 1998: Rounders
- 1998: One Tough Cop
- 1999: Summer of Sam
- 1999: Das dritte Wunder (The Third Miracle)
- 1999: Ryan Caulfield: Year One (Fernsehserie, 9 Folgen)
- 1999–2001: Die Sopranos (The Sopranos, Fernsehserie, 4 Folgen)
- 1999–2002: Third Watch – Einsatz am Limit (Third Watch, Fernsehserie, 8 Folgen)
- 2000: Russo
- 2000: Two Family House
- 2000: It Had to Be You
- 2001: Big Apple (Fernsehserie, 5 Folgen)
- 2002: Tötet Smoochy (Death to Smoochy)
- 2002: Bram and Alice (Fernsehserie, 8 Folgen)
- 2003: 10-8: Officers on Duty (Fernsehserie, 3 Folgen)
- 2004: Mr 3000
- 2005: Das Traum-Date (One Last Thing…)
- 2005: The Weather Man
- 2005–2006: Criminal Intent – Verbrechen im Visier (Law & Order: Criminal Intent, Fernsehserie, 2 Folgen)
- 2006: Lonely Hearts Killers (Lonely Hearts)
- 2006: Unbesiegbar – Der Traum seines Lebens (Invincible)
- 2006: Club Soda
- 2007: Black Irish
- 2007: Made in Brooklyn
- 2007: The Black Donnellys (Fernsehserie, 6 Folgen)
- 2008: Yonkers Joe
- 2009: Die Entführung der U-Bahn Pelham 123 (The Taking of Pelham 123)
- 2010: Kick-Ass
- 2010: See You in September
- 2010: The Last Godfather
- 2011: Union Square
- 2011: The Reunion
- 2011: The Rum Diary
- 2012–2013: Magic City (Fernsehserie, 15 Folgen)
- 2013: Empire State – Die Straßen von New York (Empire State)
- 2013: Pain & Gain
- 2013: Not for Human Consumption
- 2014: Rob the Mob – Mafia ausrauben für Anfänger (Rob the Mob)
- 2014: Those Who Kill (Fernsehserie, 8 Folgen)
- 2015: The Man in the High Castle (Fernsehserie, Folge 1x01)
- 2017: Chicago Justice (Fernsehserie, Folge 1x06)
- 2017–2019: The Deuce (Fernsehserie, 22 Folgen)
- 2021: Cherry – Das Ende aller Unschuld (Cherry)
- 2021: Godfather of Harlem (Fernsehserie, 1 Folge)
- 2022: The Offer (Fernsehserie)
- 2025: Nonnas